# Elektronisch poppentheater
Het elektronisch poppentheater is een voormalige animatronicsshow in het Belgische pretpark Bobbejaanland. De show duurde een twintigtal minuten en ging door in de "Saloon". Doordat de show mechanisch was, waren er continue voorstellingen. In deze saloon werd later de attractie Desperado City gebouwd, welke ondertussen ook gesloten is.
In de show bracht een mechanische Bobbejaan Schoepen een medley van diverse countrynummers die hij zelf schreef. De voorstelling ging door in een Texaanse saloon. De pop werd bijgestaan door twee danseressen, een pianist, contrabassist en banjospeler. Verder was er een toog met een bardame. Achter de klapdeuren stond het paard van Bobbejaan. Ook dit waren allen mechanische poppen. De show was humoristisch opgevat.
Na afbraak van de attractie werden de diverse poppen elders in het park ondergebracht.
Afbeeldingen